# Антун Грабар
Антун Грабар, (Пореч, 26. јануар 1883 — Шкаљари, Бока которска 11. фебруар 1918) је један од истакнутих вођа устанка морнара 1. фебруара 1918. у Боки которској.

## Биографија
По занимању је конобар. Од 1905. је у аустроугарској морнарици. У току револуционарних покрета морнара (у Првом светском рату) служио као морнар на оклопном крсташу Santk Georg (Свети Ђорђе 7300t; 629 чланова посаде), командном броду контраадмирала А.Hanse. Међу посадом брода и морнарима у војнополитичкој бази у Боки которској развио је са Матом Брничевићем, Ј. Шижгорићем и Ш. Ујдутом, широку револуционарну активност. Издао је наређење за устанак морнара који је започео на топовски пуцањ са „Светог Ђорђа“ и истицањем црвене заставе и певањем Марсељезе. Талас устанка убрзо је захватио готово све ратне бродове у Боки которској.
Грабар је у име устаника, после њиховог преузимања команде на адмиралском броду, захтевао од контраадмирала Hanse завршетак рата и закључивање мира. Када је 3. фебруара 1918, устанак угушен, Грабар је затворен и од преког суда осуђен на смрт и стрељан.